# 新中站
新中站（韓語：신중역）是朝鮮民主主義人民共和國咸鏡南道乐园郡新中里的一個鐵路車站，属于平罗线。

## 邻近车站
平罗线
麻田站 - 新中站 - 呂湖站